# ChorusLife Arena
La ChorusLife Arena è un'arena multifunzionale realizzata all'interno del quartiere ChorusLife a Bergamo, progettata dall'architetto italiano Joseph di Pasquale.

## Caratteristiche tecniche

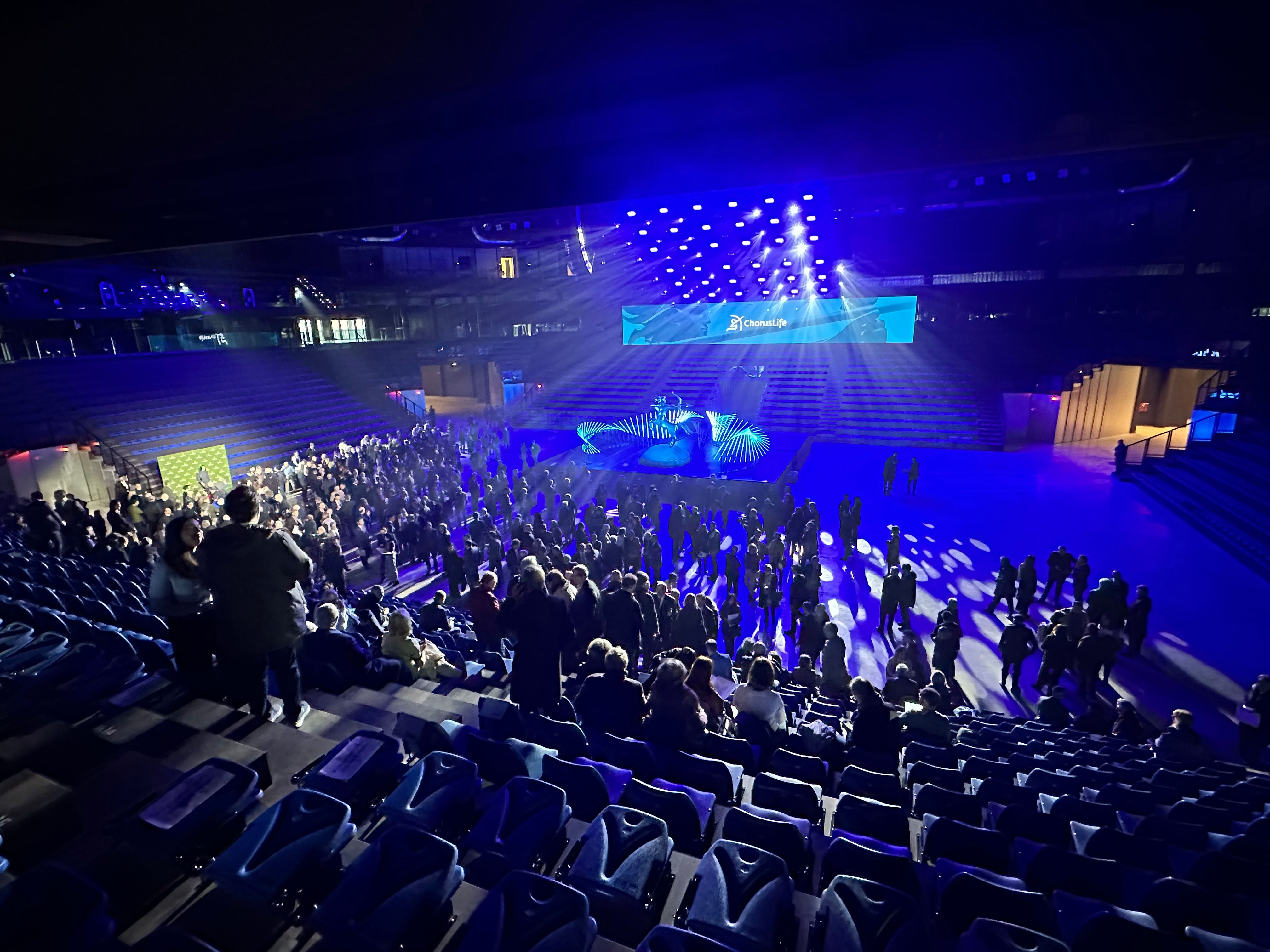
Choruslife Arena, l'interno

Costruita nel 2023, ha una capienza massima di 6 500 persone.
Le tribune interne sono retrattili il che consente di poter disporre di una molteplicità di configurazioni per differenti utilizzi. L'accessibilità di servizio al parterre è diretta dalla strada anche per mezzi pesanti.  La cavea ha una tipologia ibrida a teatro/anfiteatro con il primo anello che si sviluppa sui quattro lati a 360° intorno al parterre (anfiteatro), e il secondo anello che si sviluppa su tre lati a 180° gradi (teatro).

## Facciata dinamica
Il rivestimento esterno consiste in una facciata dinamica composta da migliaia di tesserine di alluminio in grado di oscillare. I moti convettivi dell'aria e il vento creano degli effetti di movimento grazie al modificarsi dell'angolo di riflessione della luce di ogni singola tesserina dovuto all'oscillazione.